# Luc Crispon
Luc Crispon est un rameur d'aviron français.

## Carrière
Il remporte en deux de couple poids légers avec Thierry Renault la médaille d'or aux Championnats du monde d'aviron 1985 à Hazewinkel, la médaille d'argent aux Championnats du monde d'aviron 1983 à Duisbourg, aux Championnats du monde d'aviron 1986 à Nottingham et aux Championnats du monde d'aviron 1987 à Copenhague. Il est actuellement coach à l'équipe d'aviron de Saint-Cassien, en étant également professeur dans un Lycée à Saint-Raphaël.